# Бачин, Вячеслав Александрович
Вячеслав Александрович Бачин (26 мая 1965, Енисейск) — священнослужитель Русской православной церкви, протоиерей, настоятель храма-подворья Святителя Николая Чудотворца в Бари.

## Биография
В 1982 году окончил среднюю школу № 71 города Красноярска.
В 1987 году окончил Санкт-Петербургский государственный университет МВД (войсковой факультет).
В 1987—1990 году служил в Вооружённых силах.
В феврале 1991 года принял крещение и стал послушником Свято-Троицкого собора города Красноярска.
В ноябре 1991 года в Свято-Троицкой Сергиевой лавре получил благословение архимандрита Кирилла (Павлова) на принятие священного сана.
4 декабря 1991 года архиепископом Красноярским и Енисейским Антонием рукоположён во диакона. 8 декабря 1991 года рукоположён во пресвитера.
В 1991—1994 годах являлся клириком приходов в Назарово, Ачинске и Красноярске.
С июля 1994 года — настоятель храма Покрова Пресвятой Богородицы в Назарово.
1 августа 1998 года указом архиепископа Красноярского и Енисейского Антония назначен настоятелем Свято-Троицкого собора города Канска и благочинным Церквей Канского округа.
В 1999 году награждён наперсным крестом.
В 2001 году возведён в сан протоиерея.
В 2004 году окончил Московскую Духовную семинарию.
В 2004 году награждён орденом преподобного Сергия Радонежского III степени.
Указом архиепископа Красноярского и Енисейского Антония от 25 марта 2005 года назначен исполняющим обязанности Секретаря Красноярского Епархиального Управления. 1 июня 2005 года утвержден в должности Секретаря Красноярского Епархиального Управления и настоятеля Свято-Покровского кафедрального собора г.Красноярска, при оставлении за ним прежнего послушания благочинного церквей Канского округа и  настоятеля Свято-Троицкого Собора города Канска.
1 сентября 2005 года назначен благочинным церквей Красноярского округа.
23 июля 2008 года архиепископ Красноярский и Енисейский Антоний (Черемисов) (письмо №785) обратился к Председателю Отдела Внешних Церковных связей Русской Православной Церкви Митрополиту Смоленскому и Калининградскому Кириллу (ныне Патриарх Московский и всея Руси) с просьбой «определить для служения за рубежом» протоиерея Вячеслава Бачина.  
С октября 2008 года начал служение в храме Святой Живоначальной Троицы в Хорошёве (г.Москва), храме Отдела Внешних Церковных связей РПЦ.
Решением Патриарха Московского и всея Руси Кирилла и Священного Синода РПЦ от 31 марта 2009 года (журнал № 26) назначен настоятелем Казанского прихода города Гаваны, Куба.
Во время несения послушания в Латинской Америке по благословению священноначалия совершал служебные командировки в Аргентину, Панаму и Коста-Рику.
Решением Патриарха Московского и всея Руси Кирилла и Священного Синода РПЦ от 30 мая 2011 года (журнал № 62) назначен настоятелем Свято-Николаевского ставропигиального прихода в Риме.
6 октября 2011 года по благословению священноначалия в храме святителя Николая чудотворца (г.Рим, виа Палестро) совершил отпевание внучки Петра Аркадьевича Столыпина, княгини Елены Вадимовны Волконской. 
К Дню Святой Пасхи 2012 года указом Святейшего Патриарха Московского и всея Руси Кирилла награждён митрой.
17 сентября 2014 года по благословению руководителя Управления Московской Патриархии по зарубежным учреждениям, архиепископа Егорьевского Марка, в храме свв. Иакова и Христофора г.Болгери (регион Тоскана) совершил чин отпевания князя Николая Романовича Романова Архивная копия от 21 октября 2017 на Wayback Machine, главы Объединения членов рода Романовых, правнука Российского Императора Николая I. 
В ноябре 2014г. в  Риме принял  участие в работе круглого стола  «Русская Православная Церковь и соотечественники: опыт соработничества в Европе». Конференция, посвященная взаимодействию Русской Церкви и соотечественников в Европе была проведена по благословению Святейшего Патриарха Московского и всея Руси Кирилла Министерством иностранных дел Российской Федерации и Отделом внешних церковных связей Московского Патриархата.
По благословению Святейшего Патриарха Московского и всея Руси Кирилла 17 апреля 2015г. награждён орденом святителя Иннокентия Московского  III степени Архивная копия от 21 октября 2017 на Wayback Machine.  
28 декабря 2017 года решением Патриарха Московского и всея Руси Кирилла и Священного Синода РПЦ  (журнал № 137) освобожден от должности настоятеля Николаевского ставропигиального прихода в Риме и назначен настоятелем Свято-Николаевского Патриаршего подворья в Бари, Италия.  